# 宝塚市立看護専門学校
宝塚市立看護専門学校（たからづかしりつかんごせんもんがっこう）は、兵庫県宝塚市小浜に所在する公立看護専門学校。

## 概要
- 専門課程看護学科[1]（3年制）（1学年40人）

## 沿革
- 1993年（平成5年）6月 - 平成5年第3回宝塚市議会において宝塚市立看護専門学校設立を決定
- 1993年（平成5年）12月 - 厚生省に看護婦養成所の設置計画を提出
- 1994年（平成6年）12月 - 保健婦助産婦看護婦法の看護婦養成所の指定
- 1995年（平成7年）3月 - 公立専修学校専門課程の許可
- 1995年（平成7年）4月 - 宝塚市立看護専門学校開校
- 2011年（平成23年） - 1学年の学生定員を50名から40名に変更
- 2014年（平成26年）10月 - 専門実践教育訓練給付制度厚生労働大臣指定講座に指定
- 2017年（平成29年）9月 - 専門実践教育訓練給付制度厚生労働大臣指定講座の指定取り下げ
- 2019年（令和元年）9月 - 大学等における修業の支援に関する法律（令和元年法律第8号）による修学支援の対象機関となる

## 交通アクセス
- JR福知山線・阪急宝塚本線・阪急今津線「宝塚駅」より阪神バス乗車、「小浜停留所」下車
- 阪急今津線「逆瀬川駅」より阪急バス乗車、「宝塚市立病院前停留所（健康センター前）停留所」下車

## 対外関係
- 甲子園大学 - 多職種連携教育（IPE）の実施、教育・研究及び地域貢献事業等について連携協定